# 我が心のマリア
「我が心のマリア/恋は魔法さ」（わがこころのまりあ/こいはまほうさ）は、1995年7月1日に発売された浜田省吾の26枚目のシングルで、浜田省吾 with THE R&S INSPIRATIONS名義で発売された（後述）。

## 概要
両A面シングルで、印税収益を当時発生した阪神・淡路大震災の復興のために寄付するという目的で制作されたチャリティー・シングル。
浜田の所属事務所である「ロード&スカイ」のアーティストが一堂に集まり、『浜田省吾 with THE R&S INSPIRATIONS』という名義で発売された。浜田の他に町支寛二、スピッツ、Origa、区麗情、梁邦彦が参加している。それぞれ所属するレコード会社は違うが、収益目的の作品ではないため、レコード会社の枠組みを超えて制作された。発売元は浜田が所属するSony Recordsからとなっている。
「我が心のマリア」は全編英語詞による厳かなバラードで、ロシア出身のOrigaがリード・ヴォーカルを担当。「恋は魔法さ」は神戸を舞台にしたポップなラブソングで、浜田と町支、そして草野マサムネがヴォーカルを担当している。また、いずれの楽曲も後に浜田本人によってセルフカバーされている。
本作から、Sony Records（現在はSME Records）内に浜田の個人レーベル『クリアウォーター』が発足し、以降、現在まで全ての作品をこのレーベルからリリースしている。
2005年3月24日にマキシシングルとして復刻された。

## 記録
浜田のシングルの中では3番目に多い売上を記録。トップ10には入らなかったが17万枚を超える売上となった。

## 収録曲
8cmCD
マキシシングルCD
- 全作詞・作曲：浜田省吾、編曲：梁邦彦

1. 我が心のマリア -Maria-
2. 恋は魔法さ -Magic In The Summer Night-

## 参加ミュージシャン
THE R&S INSPIRATIONS
- ORIGA
- 区麗情
- スピッツ
- 町支寛二
- 梁邦彦

| 我が心のマリア - Vocal：ORIGA & 浜田省吾 - Voice Arranged by ORIGA & 梁邦彦 - Keyboards：梁邦彦 - Synthesizers operated：梁邦彦 & 森康成 - Strings：桑野聖ストリングス | 恋は魔法さ - Vocal & Backing Vocal：浜田省吾・区麗情・草野マサムネ(Spitz) & 町支寛二 - Voice Arranged by 町支寛二 - Additional Chorus：三輪テツヤ・田村明浩 & 﨑山龍男(Spitz) - Guitars：古川望 & 三輪テツヤ<ending soro> - Keyboards：梁邦彦 - Synthesizers operated：梁邦彦 & 森康成 |

## カバー
我が心のマリア
- 1997年、高橋洋子（アルバム『Li-La』に収録）